# Mường Tè, Vân Hồ
Mường Tè là một xã thuộc huyện Vân Hồ, tỉnh Sơn La, Việt Nam.
Xã có diện tích 40,24 km², dân số năm 1999 là 3.224 người, mật độ dân số đạt 80 người/km².

## Lịch sử
Sau năm 1975, xã Mường Tè thuộc huyện Mộc Châu.
Ngày 10 tháng 6 năm 2013, Chính phủ ban hành Nghị quyết 72/NQ-CP về việc chuyển xã Mường Tè thuộc huyện Mộc Châu về huyện Vân Hồ mới thành lập quản lý.